# Йерихон
Вижте пояснителната страница за други значения на Йерихон.
Йерихон (на арабски أريحا, Арийха) е град, разположен на Западния бряг в Палестинската автономия, административен център на провинция Йерихон.
Смята се, че е сред най-старите непрекъснато населявани градове на света. В по-стари български източници е посочен като Ериха или като Ерихон.

## История
Йерихон е сред най-древните градове в света и е възникнал 11–9 хилядолетие пр.н.е.. Открити са останки от укрепени селища от неолита и бронзовата епоха, както и руини на град с мощни стени от XVIII-XVI век пр.н.е., гробници и други археологически находки. Той е един от първите земеделски центрове.
Вероятно в древния Йерихон е възникнала традицията за погребване на покойниците обезглавени. Това се свързва с култ към Луната и е символ на надеждата за възкресение. Главите се съхранявали отделно. Този обичай се разпространил у много народи в различните части на света.
В края на 2 хилядолетие пр.н.е. е разрушен от еврейските племена. Според библейското предание стените на града рухнали от звука на тръбите на завоевателите (Йерихонски тръби).

## География
Йерихон е най-ниско разположеният под морското равнище град в света.

## Население
Населението на града е 20 400 души (2006), от тях 51% мъже и 49% жени. Около 49,2% от населението е под 20-годишна възраст.

## Галерия
- Сградата на общината (1967)
- Въздушна снимка над града, в която изпъкват археологическите разкопки
- Открити стари жилищни основи край града
- Гръцки православен манастир край града

## Известни личности
Починали в Йерихон
- Аристобул III (53-36 пр. Хр.), първосвещеник
- Ирод Велики (74-4 пр. Хр.), цар